# خانات ماکو
خانات ماکو (انگلیسی: Maku Khanate) به عنوان یکی از خانات آذربایجان ایران در قرن ۱۲ تا ۱۴ ه‍.ق شناخته شده است و مستقر در ماکو بود. خانات ماکو پس از فروپاشی سلسله صفویه و پس از مرگ نادرشاه افشار یک قرن دوام داشت و پس از مرگ مرتضی‌قلی خان بیات لغو شد.